# Sergi Roberto
Sergi Roberto Carnicer (Reus, 7 febbraio 1992) è un calciatore spagnolo, difensore o centrocampista del Como.

## Caratteristiche tecniche
Considerato tra i più promettenti centrocampisti europei della sua generazione, è un calciatore rapido che grazie ad un'intelligenza tattica non comune riesce a condurre abilmente le manovre offensive della propria squadra, mandando in porta i compagni con grandi passaggi; spicca altresì per forza fisica e tenacia.

## Carriera

### Club

#### Inizi e Barcellona
All'età di quattordici anni, Sergi Roberto arriva nella cantera del Barcellona dalle giovanili del Gimnàstic di Tarragona. Nella stagione 2009-2010, a diciassette anni, fa il suo debutto con il Barcellona B, contribuendo con 29 partite giocate al ritorno nella Segunda División spagnola della formazione catalana dopo undici anni.
Il 10 novembre 2010 debutta col Barcellona giocando il secondo tempo della partita di Coppa del Re contro l'AD Ceuta: l'incontro finirà 5-1 per la formazione blaugrana. Il 27 aprile 2011 debutta in Champions League nella semifinale di andata vinta per 2-0 in trasferta contro il Real Madrid, subentrando al 90' a David Villa. Il 21 maggio 2011 gioca da titolare nell'ultima gara di campionato contro il Málaga, vinta per 1-3; il calciatore resta in campo per tutti i 90 minuti di gioco. Il 6 dicembre 2011 gioca da titolare nell'ultima partita del girone di Champions League contro il Bate Borisov, segnando anche un gol.
L'8 marzo 2017, nella gara di ritorno degli ottavi di Champions League contro il Paris Saint-Germain, segna nell'ultimo minuto di recupero il gol del definitivo 6-1 che completa la rimonta della propria squadra dopo che la stessa aveva perso all'andata per 4-0, permettendo così l'accesso ai quarti di finale ai catalani. Il 19 gennaio 2018 rinnova fino al 2022, inserendo nel contratto una clausola rescissoria da 500 milioni di euro.
La stagione 2020-2021 per Sergi Roberto si apre con il suo terzo gol in Liga nella partita vinta 3 a 0 il 1 ottobre 2020 a Balaidos contro il Celta Vigo.
Il 10 luglio 2023, per effetto del trasferimento dei suoi compagni di squadra Sergio Busquets e Jordi Alba, viene nominato nuovo capitano dei Blaugrana.Scenderà in campo poche volte lasciando spesso la fascia a Marc-André ter Stegen
L'11 agosto 2024 lascia il Barcellona dopo 18 anni tra giovanili, seconda e prima squadra ed aver raccolto 373 presenze e vinto 23 trofei.

#### Como
Il 23 agosto 2024 viene acquistato dal Como. Tre giorni dopo esordisce in serie A nella partita in casa del Cagliari, subentrando a Luca Mazzitelli nel corso del secondo tempo.
il 29 settembre dopo l'uscita di Patrick Cutrone dal campo indossa per la prima volta la fascia da capitano dei Lariani. Conclude la stagione con sole 13 presenze a causa di numerosi infortuni occorsogli durante l’annata.

### Nazionale
Nell'ottobre 2009, poco dopo il suo esordio con il Barcellona B, viene convocato dalla nazionale spagnola Under-17 per i Mondiali di categoria del 2009. Il 5 novembre mette a segno una tripletta contro il Burkina Faso all'Abacha Stadium di Kano, prima di essere sostituito da Javier Espinosa. La Spagna vince la medaglia di bronzo del torneo, battendo la Colombia nella finale per il terzo e quarto posto.
Nel 2011 viene convocato dalla nazionale Under-20 per prendere parte ai Mondiali di categoria. L'esordio avviene il 31 luglio in Costa Rica-Spagna (1-4). Il 6 agosto nell'ultima partita del girone segna un gol nella partita vinta 5-1 contro l'Australia.
Nel marzo del 2016 viene convocato per la prima volta in nazionale maggiore dal CT Vicente del Bosque, esordendo nel pareggio a reti inviolate contro la Romania.

## Statistiche

### Presenze e reti nei club
Statistiche aggiornate al 13 aprile 2025.
| Stagione                                | Squadra                                 | Campionato                              | Campionato | Campionato | Coppa nazionale | Coppa nazionale | Coppa nazionale | Coppe europee | Coppe europee | Coppe europee | Altre coppe | Altre coppe | Altre coppe | Totale | Totale |
| Stagione                                | Squadra                                 | Comp                                    | Pres       | Reti       | Comp            | Pres            | Reti            | Comp          | Pres          | Reti          | Comp        | Pres        | Reti        | Pres   | Reti   |
| --------------------------------------- | --------------------------------------- | --------------------------------------- | ---------- | ---------- | --------------- | --------------- | --------------- | ------------- | ------------- | ------------- | ----------- | ----------- | ----------- | ------ | ------ |
| 2009-2010                               | Barcellona Atlètic                      | SDB                                     | 23+6       | 0          | -               | -               | -               | -             | -             | -             | -           | -           | -           | 29     | 0      |
| 2010-2011                               | Barcellona B                            | SD                                      | 26         | 2          | -               | -               | -               | -             | -             | -             | -           | -           | -           | 26     | 2      |
| 2010-2011                               | Barcellona                              | PD                                      | 1          | 0          | CR              | 1               | 0               | UCL           | 1             | 0             | SS          | 0           | 0           | 3      | 0      |
| 2011-2012                               | Barcellona B                            | SD                                      | 28         | 4          | -               | -               | -               | -             | -             | -             | -           | -           | -           | 28     | 4      |
| 2011-2012                               | Barcellona                              | PD                                      | 1          | 0          | CR              | 2               | 1               | UCL           | 1             | 1             | SS+SU+Cmc   | 0           | 0           | 4      | 2      |
| 2012-2013                               | Barcellona B                            | SD                                      | 23         | 1          | -               | -               | -               | -             | -             | -             | -           | -           | -           | 23     | 1      |
| Totale Barcellona Atlètic\|Barcellona B | Totale Barcellona Atlètic\|Barcellona B | Totale Barcellona Atlètic\|Barcellona B | 100+6      | 7+0        |                 | -               | -               |               | -             | -             |             | -           | -           | 106    | 7      |
| 2012-2013                               | Barcellona                              | PD                                      | 1          | 0          | CR              | 3               | 0               | UCL           | 1             | 0             | SS          | 0           | 0           | 5      | 0      |
| 2013-2014                               | Barcellona                              | PD                                      | 17         | 0          | CR              | 6               | 0               | UCL           | 4             | 0             | SS          | 0           | 0           | 27     | 0      |
| 2014-2015                               | Barcellona                              | PD                                      | 12         | 0          | CR              | 4               | 2               | UCL           | 2             | 0             | -           | -           | -           | 18     | 2      |
| 2015-2016                               | Barcellona                              | PD                                      | 31         | 0          | CR              | 6               | 0               | UCL           | 8             | 1             | SU+SS+Cmc   | 1+1+2       | 0           | 49     | 1      |
| 2016-2017                               | Barcellona                              | PD                                      | 32         | 0          | CR              | 6               | 0               | UCL           | 8             | 1             | SS          | 1           | 0           | 47     | 1      |
| 2017-2018                               | Barcellona                              | PD                                      | 30         | 1          | CR              | 8               | 0               | UCL           | 8             | 0             | SS          | 2           | 0           | 48     | 1      |
| 2018-2019                               | Barcellona                              | PD                                      | 29         | 0          | CR              | 6               | 1               | UCL           | 9             | 0             | SS          | 0           | 0           | 44     | 1      |
| 2019-2020                               | Barcellona                              | PD                                      | 30         | 1          | CR              | 2               | 0               | UCL           | 6             | 0             | SS          | 1           | 0           | 39     | 1      |
| 2020-2021                               | Barcellona                              | PD                                      | 15         | 1          | CR              | 2               | 0               | UCL           | 3             | 0             | SS          | 0           | 0           | 20     | 1      |
| 2021-2022                               | Barcellona                              | PD                                      | 9          | 2          | CR              | 0               | 0               | UCL+UEL       | 3+0           | 0             | SS          | -           | -           | 12     | 2      |
| 2022-2023                               | Barcellona                              | PD                                      | 23         | 4          | CR              | 3               | 0               | UCL+UEL       | 3+2           | 0             | SS          | 2           | 0           | 33     | 4      |
| 2023-2024                               | Barcellona                              | PD                                      | 14         | 3          | CR              | 3               | 0               | UCL           | 5             | 0             | SS          | 2           | 0           | 24     | 3      |
| Totale Barcellona                       | Totale Barcellona                       | Totale Barcellona                       | 245        | 12         |                 | 52              | 4               |               | 64            | 3             |             | 12          | 0           | 373    | 19     |
| 2024-2025                               | Como                                    | A                                       | 13         | 0          | CI              | -               | -               | -             | -             | -             | -           | -           | -           | 13     | 0      |
| Totale carriera                         | Totale carriera                         | Totale carriera                         | 355+6      | 19+0       |                 | 52              | 4               |               | 64            | 3             |             | 12          | 0           | 489    | 26     |

### Cronologia di presenze e gol in nazionale
| Cronologia completa delle presenze e delle reti in nazionale ― Spagna | Cronologia completa delle presenze e delle reti in nazionale ― Spagna | Cronologia completa delle presenze e delle reti in nazionale ― Spagna | Cronologia completa delle presenze e delle reti in nazionale ― Spagna | Cronologia completa delle presenze e delle reti in nazionale ― Spagna | Cronologia completa delle presenze e delle reti in nazionale ― Spagna | Cronologia completa delle presenze e delle reti in nazionale ― Spagna | Cronologia completa delle presenze e delle reti in nazionale ― Spagna |
| Data                                                                  | Città                                                                 | In casa                                                               | Risultato                                                             | Ospiti                                                                | Competizione                                                          | Reti                                                                  | Note                                                                  |
| --------------------------------------------------------------------- | --------------------------------------------------------------------- | --------------------------------------------------------------------- | --------------------------------------------------------------------- | --------------------------------------------------------------------- | --------------------------------------------------------------------- | --------------------------------------------------------------------- | --------------------------------------------------------------------- |
| 27-3-2016                                                             | Cluj-Napoca                                                           | Romania                                                               | 0 – 0                                                                 | Spagna                                                                | Amichevole                                                            | -                                                                     | 60’                                                                   |
| 1-9-2016                                                              | Bruxelles                                                             | Belgio                                                                | 0 – 2                                                                 | Spagna                                                                | Amichevole                                                            | -                                                                     | 85’                                                                   |
| 5-9-2016                                                              | León                                                                  | Spagna                                                                | 8 – 0                                                                 | Liechtenstein                                                         | Qual. Mondiali 2018                                                   | 1                                                                     |                                                                       |
| 8-9-2018                                                              | Londra                                                                | Inghilterra                                                           | 1 – 2                                                                 | Spagna                                                                | UEFA Nations League 2018-2019 - 1º turno                              | -                                                                     | 80’                                                                   |
| 15-11-2018                                                            | Zagabria                                                              | Croazia                                                               | 3 – 2                                                                 | Spagna                                                                | UEFA Nations League 2018-2019 - 1º turno                              | -                                                                     |                                                                       |
| 26-3-2019                                                             | Ta' Qali                                                              | Malta                                                                 | 0 – 2                                                                 | Spagna                                                                | Qual. Euro 2020                                                       | -                                                                     |                                                                       |
| 7-6-2019                                                              | Tórshavn                                                              | Fær Øer                                                               | 1 – 4                                                                 | Spagna                                                                | Qual. Euro 2020                                                       | -                                                                     |                                                                       |
| 7-10-2020                                                             | Lisbona                                                               | Portogallo                                                            | 0 – 0                                                                 | Spagna                                                                | Amichevole                                                            | -                                                                     |                                                                       |
| 14-11-2020                                                            | Basilea                                                               | Svizzera                                                              | 1 – 1                                                                 | Spagna                                                                | UEFA Nations League 2020-2021 - 1º turno                              | -                                                                     |                                                                       |
| 17-11-2020                                                            | Siviglia                                                              | Spagna                                                                | 6 – 0                                                                 | Germania                                                              | UEFA Nations League 2020-2021 - 1º turno                              | -                                                                     |                                                                       |
| 6-10-2021                                                             | Milano                                                                | Italia                                                                | 1 – 2                                                                 | Spagna                                                                | UEFA Nations League 2020-2021 - Semifinale                            | -                                                                     | 84’                                                                   |
| Totale                                                                |                                                                       | Presenze                                                              | 11                                                                    |                                                                       | Reti                                                                  | 1                                                                     |                                                                       |

## Palmarès

### Club

#### Competizioni nazionali
- Campionato spagnolo: 7

Barcellona: 2010-2011, 2012-2013, 2014-2015, 2015-2016, 2017-2018, 2018-2019, 2022-2023
- Supercoppa di Spagna: 4

Barcellona: 2010, 2013, 2016, 2023
- Coppa di Spagna: 6

Barcellona: 2011-2012, 2014-2015, 2015-2016, 2016-2017, 2017-2018, 2020-2021

#### Competizioni internazionali
- UEFA Champions League: 2

Barcellona: 2010-2011, 2014-2015
- Supercoppa UEFA: 2

Barcellona: 2011, 2015
- Coppa del mondo per club: 2

Barcellona: 2011, 2015